# 魯本坎圖 (聖達菲區)
魯本坎圖（西班牙語：Rubén Cantú），是巴拿馬的城鎮，位於該國中西部，由貝拉瓜斯省的聖達菲區負責管轄，面積69.8平方公里，2010年人口1,160，人口密度每平方公里16.6人。